# أنطونيو ديناريوم
أنطونيو ديناريوم (من مواليد 3 مارس 1964) سياسي برازيلي. وهو حاكم ولاية رورايما وعضو الحزب الاجتماعي الليبرالي. دعا ديناريوم إلى إغلاق حدود البرازيل مع فنزويلا ردًا على أزمة اللاجئين الفنزويليين، والتي أثرت بشكل غير متناسب على رورايما.
دناريوم عزل نفسه من الحزب الاجتماعي الليبرالي في 28 يونيو 2020.